# Charles Grey, II conte Grey
Charles Grey, II conte Grey (Howick Hall, 13 marzo 1764 – Howick Hall, 17 luglio 1845), è stato un nobile e politico britannico.
Fu leader dei "Whig" (Partito Liberale). A soli 22 anni fu eletto membro del Parlamento inglese. Nel 1794 sposò la figlia di un leader liberale irlandese, Mary Elizabeth Ponsonby. Nel 1806 fu primo lord dell'Ammiragliato e successivamente segretario agli Esteri. Fu fautore dell'emancipazione dei cattolici nel Regno.
È stato Primo ministro del Regno Unito dal 22 novembre 1830 al 16 luglio 1834. Con il Reform Act del 1832, modernizzò il sistema elettorale inglese. Oltre alla sua attività politica è associato anche alla qualità di tè, dal leggero aroma di bergamotto, denominata appunto "Earl Grey".
Nel 1792 ebbe una figlia illegittima da Georgiana Spencer, duchessa di Devonshire, a cui diede il nome di Eliza Courtney e che fu un'antenata di Sarah, Duchessa di York.

## Biografia

### I primi anni
Discendente da un'antica famiglia residente a Howick Hall, Grey era il secondo ma il primo dei figli sopravvissuti del generale Sir Charles Grey (1729–1807) e di sua moglie, Elizabeth (1743/4–1822), figlia di George Grey di Southwick. Egli aveva altri quattro fratelli e due sorelle. Charles venne educato a Eton e al Trinity College di Cambridge, acquisendo con facilità ampie conoscenze in latino e inglese nonché in declamazione e oratoria. Grey venne eletto al parlamento all'età di 22 anni nel 1786, aderendo al circolo degli Whig di Charles James Fox, Richard Brinsley Sheridan e del Principe di Galles, distinguendosi subito come personalità di rilievo. Egli fu inoltre il membro più giovane della commissione istituita per giudicare Warren Hastings. Lo storico Whig T. B. Macaulay scrisse di lui nel 1841:
In un'epoca in cui i valorosi si contendono i posti di rilievo nei college, egli ha vinto il suo cospicuo posto in parlamento. Nessun vantaggio o fortuna o legame particolare lo aspettavano, ma solo il suo talento ed il suo onore impeccabile. All'età di 23 anni è già equiparato ai veterani della politica.
Grey divenne noto in parlamento per essere uno strenuo sostenitore dell'emancipazione dei cattolici. La sua storia d'amore con Georgiana Spencer, prima moglie di William Cavendish, V duca del Devonshire e anch'essa attiva nella politica dell'epoca, gli diede alcuni problemi.
Nel 1806, Grey divenne parte del gabinetto di governo (coalizione guidata dai Whig di Fox e dai sostenitori di William Wyndham Grenville, I barone Grenville oltre che da Henry Addington, I visconte Sidmouth) come Primo Lord dell'Ammiragliato. A seguito della morte di Fox sul finire di quell'anno, Grey divenne Segretario di Stato per gli affari esteri e del Commonwealth e leader del partito degli Whigs.
Il governo cadde l'anno successivo, e dopo un breve periodo come semplice deputato al parlamento per la circoscrizione elettorale di Appleby dal maggio al luglio del 1807, Grey succedette al padre come Conte Grey ed entrò nella Camera dei Lords. Egli continuò a rimanere all'opposizione per i 23 anni successivi.

### IlGreat Reform Act
Nel 1830, i Whigs finalmente ritornarono al potere e Grey venne proposto e poi eletto alla carica di Primo ministro. Il suo ministero fu rilevante in quanto vide il passaggio del Reform Act, che portò a una radicale riforma della Camera dei Comuni e l'abolizione della schiavitù nell'Impero britannico nel 1833. Con gli anni, a ogni modo, Grey era divenuto più conservatore e prendeva molta attenzione nella gestione di nuove riforme. Nel 1834 Grey si ritirò dalla vita pubblica, lasciando quale suo successore William Lamb, II visconte Melbourne.
Grey ritornò a Howick ma mantenne stretti contatti col mondo politico e col nuovo gabinetto di governo di Melbourne. Come dichiarò nell'ultimo suo discorso pubblico al Grey Festival organizzato in suo onore a Edimburgo nel settembre del 1834, il suo proposito di rafforzare e preservare la costituzione per renderla più accettabile alla popolazione e specialmente alla borghesia che furono tra i principali beneficiari del Reform Act, avrebbe dovuto garantire un beneficio anche al paese, "conformemente all'accresciuta capacità di comprendere della popolazione ed alle necessità dell'epoca". Era il discorso di un uomo politico conservatore.

### Il ritiro dalla vita politica
Grey trascorse gli ultimi anni della sua vita in un ritiro quasi totale dal mondo, immerso nei suoi impegni di famiglia, nei libri e negli amatissimi cani. Egli divenne flebile fisicamente e morì nel suo letto il 17 luglio 1845. Venne sepolto nella chiesa locale il 26 luglio di quello stesso anno alla presenza dei famigliari e degli amici più cari oltre che dei colleghi di politica.

## Matrimonio e figli
Grey sposò Mary Elizabeth Ponsonby (1776–1861), unica figlia di William Ponsonby, I barone Ponsonby e di Louisa Molesworth nel 1794. Il matrimonio fruttò 16 figli, di cui dieci maschi e sei femmine:
- una figlia (nata morta nel 1796)
- Louisa Lambton, Contessa di Durham (7 aprile 1797 - 26 novembre 1841); sposò John Lambton, I conte di Durham
- Lady Elizabeth Bulteel (10 luglio 1798- 8 novembre 1880); sposò John Crocker Bulteel (m. 10 settembre 1843)
- Lady Caroline Barrington (30 agosto 1799 - 28 aprile 1875); sposò il capitano George Barrington
- Lady Georgiana Grey (17 febbraio 1801 - 1900); morì nubile
- Henry Grey, III conte Grey (28 dicembre 1802 - 9 ottobre 1894), divenne politico come il padre
- The Honourable Charles Grey (15 marzo 1804 - 31 marzo 1870), generale, fu padre di Albert Grey, IV conte Grey
- The Honourable Frederick Grey (23 agosto 1805 - 2 maggio 1878)
- Mary Wood, Viscontessa Halifax (2 maggio 1807 - 6 luglio 1884); sposò Charles Wood, I visconte Halifax
- The Honourable William Grey (13 maggio 1808 - 11 febbraio 1815)
- The Honourable George Grey (16 maggio 1809 - 3 ottobre 1891), ammiraglio
- The Honourable Thomas Grey (29 dicembre 1810 - 8 luglio 1826)
- The Honourable & Rev. John Grey (2 marzo 1812 - 11 novembre 1895)
- The Honourable Sir Rev. Francis Richard Grey (31 marzo 1813 - 22 marzo 1890), sposò Lady Elizabeth Howard poi Lady Grey (1816–1891), figlia di George Howard, VI conte di Carlisle
- The Honourable Henry Cavendish Grey (16 ottobre 1814 - 5 settembre 1880)
- The Honourable William George Grey (15 February 1819 - 19 dicembre 1865)

Grey, durante le sue frequenti assenze, ebbe anche altre relazioni amorose con altre donne.

## Nella cultura di massa
- Alla relazione di Charles Grey con la duchessa Georgiana Cavendish è ispirato il film La duchessa (The Duchess) del 2008 diretto da Saul Dibb, basato sulla biografia Georgiana, di Amanda Foreman.

- Il tè Earl Grey, nero aromatizzato all'olio di bergamotto, prende il nome da Charles Grey in quanto egli fu il primo a cui venne regalato in segno di omaggio. Da sua moglie invece, Lady Mary Elizabeth Grey, prende il nome un'altra popolare varietà di tè nero aromatizzata all'olio di bergamotto, scorza di limone e scorza d'arancia amara: il tè Lady Grey.
- Nel manga Kuroshitsuji di Yana Toboso, il conte Grey è uno dei tre maggiordomi della regina Vittoria e membro del duo conosciuto come "Double Charles", nonché ministro della guerra.

## Ascendenza
|                             |             |                  | Genitori          |  |  | Nonni |  |  | Bisnonni  |  |  | Trisnonni |  |
|                             |             |                  |                   |  |  |       |  |  | John Grey |  |  | John Grey |  |
|                             |             |                  |                   |  |  |       |  |  | John Grey |  |  | John Grey |  |
|                             |             | Dorothy Lisle    |                   |  |  |       |  |  | John Grey |  |  |           |  |
| Henry Grey, I baronetto     |             |                  |                   |  |  |       |  |  | John Grey |  |  |           |  |
|                             |             | Margaret Pearson | James Pearson     |  |  |       |  |  |           |  |  |           |  |
|                             |             | Margaret Pearson | James Pearson     |  |  |       |  |  |           |  |  |           |  |
|                             |             | Margaret Pearson | …                 |  |  |       |  |  |           |  |  |           |  |
| Charles Grey, I conte Grey  |             | Margaret Pearson |                   |  |  |       |  |  |           |  |  |           |  |
|                             |             | Thomas Wood      | Thomas Wood       |  |  |       |  |  |           |  |  |           |  |
|                             |             | Thomas Wood      | Thomas Wood       |  |  |       |  |  |           |  |  |           |  |
|                             |             | Thomas Wood      | Mary Armorer      |  |  |       |  |  |           |  |  |           |  |
| Hannah Wood                 |             | Thomas Wood      |                   |  |  |       |  |  |           |  |  |           |  |
|                             |             | Jane Cooke       | Christopher Cooke |  |  |       |  |  |           |  |  |           |  |
|                             |             | Jane Cooke       | Christopher Cooke |  |  |       |  |  |           |  |  |           |  |
|                             |             | Jane Cooke       | Hannah Hauxworth  |  |  |       |  |  |           |  |  |           |  |
| Charles Grey, II conte Grey |             | Jane Cooke       |                   |  |  |       |  |  |           |  |  |           |  |
|                             | George Grey | George Grey      |                   |  |  |       |  |  |           |  |  |           |  |
|                             | George Grey | George Grey      |                   |  |  |       |  |  |           |  |  |           |  |
|                             | George Grey | Elisabeth Cowdry |                   |  |  |       |  |  |           |  |  |           |  |
| George Grey                 | George Grey |                  |                   |  |  |       |  |  |           |  |  |           |  |
|                             |             | Alice Clavering  | James Clavering   |  |  |       |  |  |           |  |  |           |  |
|                             |             | Alice Clavering  | James Clavering   |  |  |       |  |  |           |  |  |           |  |
|                             |             | Alice Clavering  | Jane Ellison      |  |  |       |  |  |           |  |  |           |  |
| Elizabeth Grey              |             | Alice Clavering  |                   |  |  |       |  |  |           |  |  |           |  |
|                             |             | Nathaniel Ogle   | Ralph Ogle        |  |  |       |  |  |           |  |  |           |  |
|                             |             | Nathaniel Ogle   | Ralph Ogle        |  |  |       |  |  |           |  |  |           |  |
|                             |             | Nathaniel Ogle   | Martha Thompson   |  |  |       |  |  |           |  |  |           |  |
| Elizabeth Ogle              |             | Nathaniel Ogle   |                   |  |  |       |  |  |           |  |  |           |  |
|                             |             | Elizabeth Newton | Jonathon Newton   |  |  |       |  |  |           |  |  |           |  |
|                             |             | Elizabeth Newton | Jonathon Newton   |  |  |       |  |  |           |  |  |           |  |
|                             |             | Elizabeth Newton | Isabel Jenison    |  |  |       |  |  |           |  |  |           |  |
|                             |             | Elizabeth Newton |                   |  |  |       |  |  |           |  |  |           |  |